# Umm ar-Rif
Umm ar-Rif (arab. أم الريف) – wieś w Syrii, w muhafazie Hims. W 2004 roku liczyła 758 mieszkańców.